# Heinz Hoefer

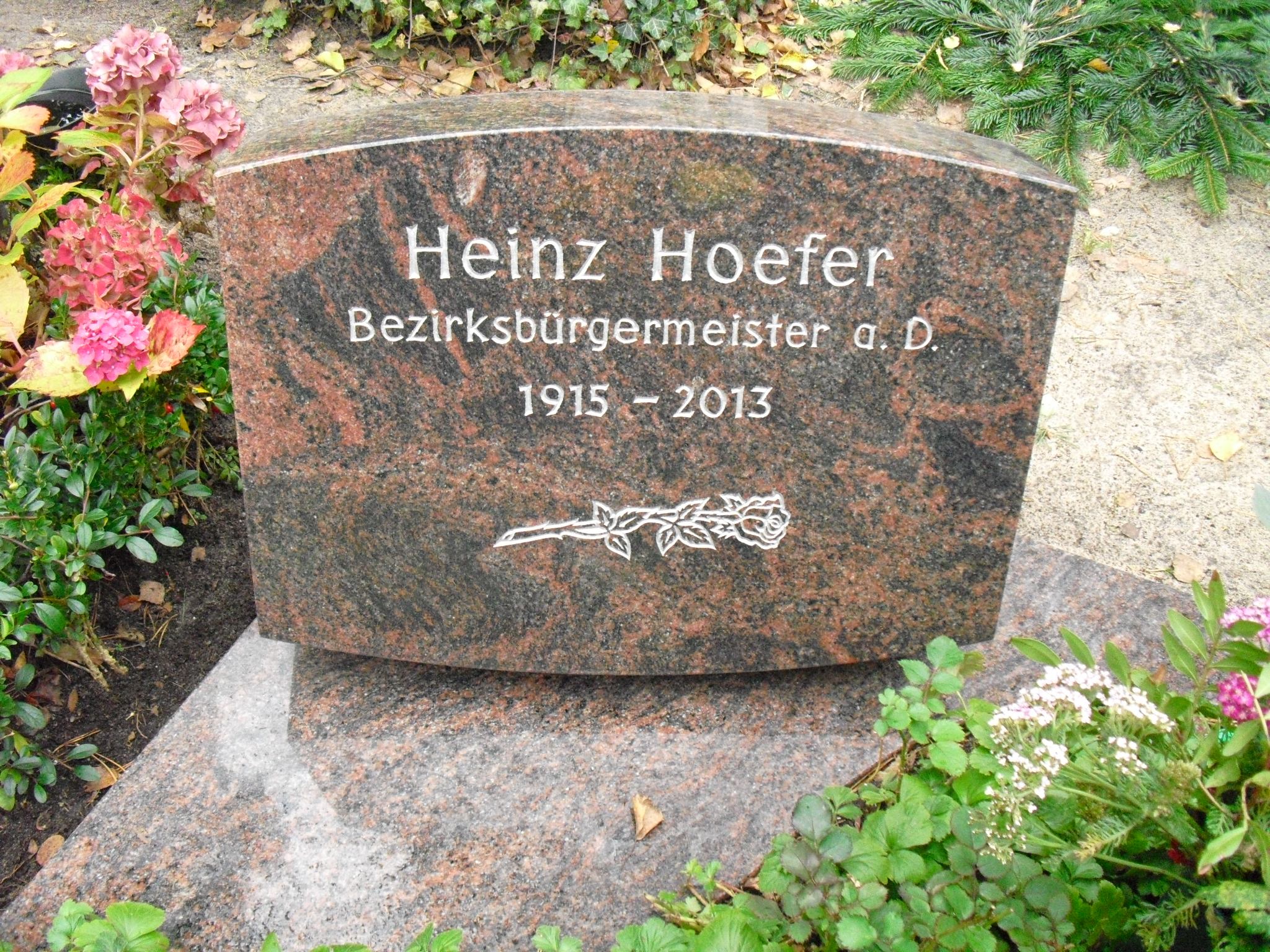
Heinz Hoefers Grabstein auf dem Friedhof Heerstraße

Heinz Hoefer (* 26. Dezember 1915 in Berlin; † 27. September 2013) war ein deutscher Politiker (SPD).
Hoefer trat im Jahr 1930 der SPD bei. Nach sowjetischer Kriegsgefangenschaft kehrte er zurück nach Berlin. In den Jahren 1949 bis 1955 war er Mitglied der Bezirksverordnetenversammlung Steglitz und dort seit 1951 Vorsitzender der SPD-Fraktion.
Von 1955 bis 1971 war Hoefer Stadtrat für Bau- und Wohnungswesen im Bezirksamt Steglitz. Von 1965 bis 1971 war er gleichzeitig Bezirksbürgermeister von Berlin-Steglitz. Danach war er Aufsichtsratsvorsitzender der Ideal Versicherung. Er erhielt im Jahr 1970 das Verdienstkreuz Erster Klasse des Verdienstordens der Bundesrepublik Deutschland.
Hoefer war bis zu seinem Tod das älteste noch aktive Mitglied der Partei.
Heinz Hoefer starb am 27. September 2013 im Alter von 97 Jahren. Die Trauerfeier fand am 14. Oktober 2013 statt. Die Beisetzung erfolgte auf dem landeseigenen Friedhof Heerstraße in Berlin-Westend.